# Station Gorey
Station Gorey is een treinstation in Gorey in het Ierse graafschap Wexford. Het ligt aan de lijn Dublin - Rosslare. Gorey heeft een beperkte dienstregeling. In beide richtingen vertrekken op werkdagen dagelijks vijf treinen.